# NGC 3381
NGC 3381 في الفهرس العام الجديد، هي مجرة، تقع في كوكبة الأسد الأصغر. اكتشفت في 28 مارس 1786 بواسطة ويليام هيرشل.

## روابط خارجية
- NGC 3381 على موقع ويكي سكاي: DSS2, SDSS, GALEX, IRAS, Hydrogen α, X-Ray, Astrophoto, Sky Map, Articles and images